# 1800 Colinas
1.800 Colinas é uma canção composta pelo sambista Gracia do Salgueiro.

## Canção
Em 1974, a canção foi gravada por Beth Carvalho, cantora que gravaria outras composições de Gracia, para o álbum "Pra Seu Governo". 1.800 Colinas se tornou um dos primeiros e maiores sucessos da carreira da cantora. Outras versões para a canção foram gravadas pelas cantoras Elizeth Cardoso, para o disco "Elizeth Cardoso Recital" (1982 e Paula Toller, para o álbum homônimo (1998)

## Regravações
- Beth Carvalho (original)
- Paula Toller